# امانوئل ملیک آصلانیان
امانوئل مِلیک اصلانیان (به ارمنی: Էմանուէլ Մելիք- Ասլանեան) (زاده ۱۹۱۵ در روستوف – درگذشته ۱۴ ژوئیه ۲۰۰۳ در تهران)، موسیقی‌دان، آهنگساز، نظریه‌پرداز موسیقی کلاسیک، نوازنده شهیر پیانو و ارمنی‌تبار اهل ایران بود.

## زندگی و تحصیلات
او در سال ۱۹۱۵ (۱۲۹۴) در یک خانواده ارمنی در روستوف روسیه به دنیا آمد]، گو اینکه در بیشتر منابع گفته شده زادهٔ تبریز بوده است. وی در گفتگویی می‌گوید: «محل تولد من در شناسنامه، تبریز نوشته شده اما در حقیقت در سال ۱۹۱۵ میلادی در روستوف به دنیا آمده‌ام. پدر و مادرم ساکن تبریز بودند، اما در آن زمان در روستوف زندگی می‌کردند.»
در سال ۱۹۱۷ همراه خانواده به تبریز بازگشتند. بعد از سه سال به خاطر کار پدرش در سال ۱۹۲۰ به برلین مهاجرت کرد و مشغول درس موسیقی شد. اولین کنسرتش در سال ۱۹۵۰ در برلین برگزار شد.

## فعالیت‌ها
ملیک اصلانیان در ۱۹۵۲ به ایران برگشت و استاد موسیقی دانشگاه تهران و هنرستان عالی موسیقی شده بود.
در سال ۱۹۵۳ در یک مجمع بین‌المللی موسیقی که در تهران تشکیل شد و در آن ۶۰ موسیقیدان شرکت کرده بودند، قطعهٔ «واریاسیونِ رقص» ساختهٔ ملیک اصلانیان به عنوان بهترین نمونهٔ موسیقی شرقی انتخاب شد.

## درگذشت
اصلانیان در شامگاه ۱۴ ژوئیه ۲۰۰۳ (۲۳ تیرماه ۱۳۸۲) در سن ۸۷ (۸۸) سالگی در تهران درگذشت. پیکر او در روز ۲۶ تیرماه در آرامستان بوراستان به خاک سپرده شد.

## شاگردان
بسیاری از موسیقیدانان طراز اول ایرانی در واقع شاگردان او بودند که از جملهٔ آنها می‌توان به فریده بهبود، رافائل میناسکانیان، المیرا آزادی، پری پرکشلی، فوزیه مجد، فریدون ناصری، فرهاد فخرالدینی، فرشاد سنجری، سیروس شهردار، مریم حسابی، چیستا غریب، فریدون ناصحی، گلارا صدقی، لیدا بربریان، کاملیا مسیح، گاگیک بابایان، پیمان سلطانی و میترا بصیری اشاره کرد.

## آثار
... بدون شک ملیک اصلانیان جزو نخبه‌ترین شخصیت‌ها بود. هم به میزان فرهنگ موسیقی‌ای که داشت، هم (با) قابلیت‌های مختلف به‌عنوان یک آهنگساز، پیانیست، موسیقی‌شناس و از همهٔ اینها مهم‌تر، شخصیت برجسته‌ای بود. ایشان جهش‌های خیلی نوینی داشت و به شیوهٔ مدرن‌تری روی آورده بود و حتی معتقد بود که آتیه موسیقی کلاسیک غرب، خودش را از سبک‌های قدیمی خواهد رهانید و مردم فقط به سبک‌های نوین و مدرن گرایش خواهند داشت.

هرمز فرهت
آثار ملیک اصلانیان بارها توسط ارکسترهای بزرگ جهان و ارکستر سمفونیک تهران به رهبری فرهاد مشکات، حشمت سنجری و علی رهبری اجرا شده است.
آثار پیانویی:
- پوئم به یاد راخمانینف
- فانتزی به یاد برامس
- واریاسیونِ رقص روی تم ارمنی
- فانتزی، روی تم قفقازی
- پروانه در چهارگاه به مناسبت هزارهٔ ابن سینا.

آثار ارکسترال:
- بورسک (شوخی)
- آندانته (همراه با تار، سنتور و تنبک)
- سپیده (اوراتوریو)
- دیالوگ (گفتگو برای پیانو و ارکستر)
- سیکستت (برای شش ساز)
- افسانه آفرینش (باله)
- گلبانگ (همراه گروه کُر و شعر)
- دیورتیمنتو (برای ارکستر سازهای زهی)

غیر از قطعهٔ آخر، تمام آثار یادشده به وسیله ارکستر سمفونیک تهران اجرا شده است.